# Número de capilaridade
Em mecânica de fluidos o número de capilaridade (Ca) representa o efeito relativo entre a viscosidade (forças viscosas) e a tensão superficial que atua através de uma interface entre um líquido e um gás, ou entre dois líquidos imiscíveis. É definido como:
{\displaystyle Ca={\frac {\mu u}{\gamma }}}
onde:
- μ é a viscosidade do líquido.
- u é a velocidade característica.
- {\displaystyle \scriptstyle \gamma } é a tensão superficial entre as duas fases.

Para números de capilaridade baixos, inferiores a {\displaystyle 10^{-5}}, o fluxo em um meio poroso está dominado pelas forças de capilaridade, enquanto que para mais elevado número de capilares as forças capilares são negligenciáveis em comparação com as forças viscosas.